# Week-end
A Week-end (további címein: Weekend, Le Weekend, Le Week-end) Jean-Luc Godard rendezte francia film, amit 1967-ben mutattak be. A film Godard első korszakának utolsó műve, a francia filmes újhullám egyik meghatározó alkotása. A montázsokban elbeszélt történetet filmközi feliratok szabdalják és magyarázzák, a film számos rejtett és nyílt utalást tartalmaz. Politikai állásfoglalásában Godard szélsőbalra mozdulását dokumentálja.
Vége a filmnek.
Vége a Mozinak.
Jean-Luc Godard Week-end című filmjét 1967. december 29-én mutatták be Párizsban. Figyelembe véve, hogy a film később mennyire emblematikussá vált, megjelenésekor feltűnően tompa fogadtatásban részesült. Godard ekkorra már megszakította kapcsolatait a kereskedelmi mozival, és nem foglalkozott legújabb filmjének népszerűsítésével a sajtóban. „… ez a film is felégette a saját emlékét. Kétségtelenül az az 1960-as évek filmje, amelyről a legkevesebb dokumentum, interjú, információ található. … A Week-endnek nem volt elegendő ideje ahhoz, hogy létrehozza saját emlékét.”

## Tartalom
A tudatos töredékesség ellenére a Week-endnek átfogó a narratívája: Roland Durand (Jean Yanne) és felesége Corinne (Mireille Darc) kirándulásra indul Île-de-France-ban, hogy meglátogassák Corinne anyját a Párizs környéki kisvárosban, Oinville-ben. Megölik, hogy megszerezzék az örökségét. Ezután mindketten arra készülnek, hogy megöljék a másikat, de ehelyett elfogja őket egy külvárosi erdőben élő gerillaharcos csapat, amely megöli Rolandot.
|  | Alább a cselekmény részletei következnek! |

A film története öt nagy és számos kisebb mozzanat köré összpontosul, ezeket is a teljes vásznat lefedő feliratok, üzenetek darabolják fel, a filmet narrálva, hangsúlyokat kiemelve.
Az elsőben részben, amelyet nyilvánvalóan Bergman Persona című művének egy részlete ihletett, Corinne egy orgiát mesél el, amelyen részt vett, és amelynek sok részlete Bataille Histoire d'un œil című művének első két fejezetéből származik. Ezt a részt az „ANAL YSE” közcím jelzi. A kamera nagyítja és kicsinyíti a hátulról megvilágított fehérneműben ülő Corinne-t, aki úgy motyogja nyavalygós emlékeit, hogy szavai gyakran nem hallhatók, érthetők. Ezt a hatást erősíti a jelenet alatt hallható Duhamel-zene, amelynek hangereje a kamera zoomolásával párhuzamosan erősödik és halkul. A jelenet végén, amikor kedvese megkérdezi, hogy amiről mesélt, tényleg megtörtént-e, vagy csak egy rémálom volt, Corinne kábultan csak annyit válaszol: „Nem tudom”. Az utolsó snittben a szeretője utasítja: „Gyere ide, és kapcsolj be”, miközben a kép elsötétül. Érdekesség, hogy a rendszerváltásig ennek a résznek a szinkronja/felirata az elhangzó szöveg alig tíz százalékát adta vissza, meglehetősen prűden.
A második rész az országúti jelenet, „a mozi történetének leghosszabb kocsizó felvétele”, amelynek megszervezése igazi logisztikai, forgatási bravúr volt. Egy autóút mellett háromszáz méter hosszan fektettek le sínt a Mitchell-kamera mozgatásához. Így vették fel a forgalmi dugót bemutató jelenetet. Godard szabotálja a látványt azzal, hogy ismétlődő közcímeket vág be, megszakítva a természetes folytonosságot. Megakadályozza, hogy a nézőt a felvételhez szükséges technikai mesterség nyűgözze le. A dugót furcsa mesterkéltség is jellemzi: míg a többi autó az egyik sávban egymás mögött várakozik egy pokoli kavalkádban, addig a másikban Roland és Corinne nyugodtan elhalad mellettük. A felvétel egy megrázó útszéli balesettel zárul, ahol több holttest látható. Godard jellegzetes, szándékosan nem valósághű vértócsája ("nem vér, vörös") övezi a testeket. A képsor elviselhetetlen, amihez fokoznak a hangok, beszélgetések, kiabálások, a szüntelenül harsogó autódudák, amelyek figyelmünkért versenyeznek Duhamel visszatérő zenei motívumaival.
A harmadik fontos jelenetsor az „Action Musicale” jelenet. Paul Gégauff Mozart KV 506 zongoraszonátáját játssza egy rusztikus falu udvarán a zavarodott bámészkodók garmadájának. Ez az akkori kulturális miniszter André Malraux „Action culturale” politikájának paródiája, amely a művészetet közelebb akarta vinni az átlag franciához. Miközben Gégauff saját játéka középszerűségéről beszél és éles támadást intéz a modern zene ellen – "Valószínűleg ez a legnagyobb bukta az egész művészettörténetben" –, a kamera mesteri, 360 fokos felvételt tesz az udvaron mutatva a hallgatóságot, kétszer is váltva az irányon. Ez a zenei jelenetsor, figyelemreméltó közjáték, kirí a film többi részének vadságából. Gégauff azon kevés figurák egyike a filmben, akik nem akarják kizsákmányolni embertársait vagy ártani nekik. „Igazi oázis a borzalom óceánjában.”
A film negyedik fontos jelenete, amelyben Roland Durand és felesége, Corinne, miután kocsijukat összetörték, gyanús alakok elől menekülve egy szemétszedő autóra kéredzkednek fel. A platón együtt utaznak két migráns szemétszedő munkással (egy fekete-afrikai és egy maghrebi, utóbbit Szabó László magyar színész alakítja), akik három monológot szavalnak el a megrettent párnak. Az első kettő, Frantz Fanon szövegéből és Stokely Carmichael  beszédéből, amelyek a harmadik világ forradalmi harcának helyzetét kommentálják, különösen az elnyomottak azon jogát, hogy erőszakot alkalmazzanak felszabadítási mozgalmaik győzelme érdekében. A kamera rendre a hallgató migránst mutatja statikus, egyetlen snittből álló felvételen. A harmadik monológ Engels A család, a magántulajdon és az állam eredete című művének bevezetőjéből származik. A felolvasás közben a kamera mereven bámulja Rolandot és Corinne-t, akik láthatóan egyre ingerültebbek a beszéd kérlelhetetlensége miatt. Ez az egyik „realisztikusabb” jelenet a filmben.
Kisebb epizódokban Godard arrafelé taszít bennünket, amit egy közcím prousti felhanggal Lewis Carroll útjának nevez. Ezekben bőven találkozhatunk történelmi vagy kitalált szereplőkkel. Roland és Corinne egy erdőben találkozik Emily Brontë-val és Tom Thumbbal, és összefutnak Jean-Pierre Léaud-val, aki Saint-Just-nak öltözött, a francia forradalmár egyik beszédét mondja a kamerába. Rolandnak és Corinne bolyongása közben összefut Joseph Balsamo-val, aki azt állítja, hogy Alexandre Dumast Isten szodomizálta. Lehetőséget kapnak arra, hogy bármit kívánjanak, de a válaszaik annyira anyagiasak és fantáziátlanok, hogy tirádában beszéli ki ürességüket. A mezőre kergetve Balsamo buñueli csodát hajt végre, amikor a kiégett autó alvázát birkanyájává változtatja.
A Week-end zárójelenete a szürrealitás csúcspontja. A házaspárt elfogja a Front de libération de Seine et Oise (Szajna és Oise Felszabadítási Front). A fegyveres hippi gerillák tarka bandája tábort vert egy erdőben, rádióznak egymással, ehhez mozi ihletésű kódneveket használnak: Az üldözők, Patyomkin páncélos, Johnny Guitar, Gösta Berling. Dobszóló alatt részlet hangzik el Lautréamont Les Chants de Maldoror című művéből (“Ősi óceán, üdvözöllek…”). A front tagjai foglyaik húsából lakmároznak, amelyet a vérrel összefröcskölt ruhájú szakács, Ernest készített nekik. Corinne-t is a lázadók közt látjuk. Egy darab húst rágcsál. Mondják neki, hogy a hús a halott férje teteméből van. „Később innék még egy kicsit, Ernest” – válaszolja könnyeden.
|  | Itt a vége a cselekmény részletezésének! |

Godard fanyar búcsúja a kereskedelmi mozi világától és a film polgári társadalmi támaszától – ezt jelentette be a Week-end. A rendező szándékát a filmet záró feliratok jelzik. A film cenzúraszámát tartalmazó, jogilag kötelező közleményét két kinyilatkozás követi:
Fin de conte
és
Fin de Cinéma.

## Szereplők
- Mireille Darc (Corinne)
- Jean Yanne (Roland)
- Jean-Pierre Kalfon (a Felszabadítási Front főnöke)
- Valérie Lagrange (a szeretője)
- Jean-Pierre Léaud (Saint Just/kis énekes)
- Yves Afonso (Hüvelyk Matyi)
- Daniel Pommereule (Joseph Balsamo)
- Blandine Jeanson (Emily Brontë/dinnyeárusnő)
- Ernest Menzer (szakács)
- Yves Beneyton (a Felszabadítási Front tagja)
- Paul Gegauff (zongorista)
- Juliet Berto (burzsoá lány a balesetben)
- Virginie Mignon (Maria Magdalena)
- Laszlo Szabo (arab)
- Anne Wiazemsky
- Michel Cournot (járókelők)
- J-C. Guilbert (csavargó)

## Vélemények, értékelések
Világűrben eltévedt film, melyet az ócskavastelepen találtunk
Tíz évvel a megjelenés után Godard úgy jellemezte a filmet, hogy az „egy sokkal zavarosabb és kevertebb világot ábrázol […]. Megpróbáltam egy hatalmas salátát, egy nagy klubszendvicset készíteni, amiben van minden, szörnyű vagy nem szörnyű emberek – nem, mint én –, közel állva a síráshoz vagy az énekléshez. ... A hétvégére érdekesebb azt mondani, hogy »szörnyű«, és nem azt, hogy politika. Jobbnak tartottam a »politikai« szót megtartani La Chinoise-hoz.”
A felszínen úgy tűnhet, hogy van néhány feltűnő hasonlóság Godard korábbi munkáival, például Bolond Pierrot-val – a Párizsból a francia vidékre induló pár, a piros-fehér-kék színpaletta, Antoine Duhamel filmzenéje –, de a Week-end levetkőzött, meztelen, nélkülözi a korábbi film varázsát és romantikáját. Marad a színtiszta váz, egy film, amelynek szereplői utálatosak, és forgatókönyv dühtől fortyog.
Godard apokaliptikus szemlélete ellenére a Week-end figyelemreméltó esztétikai sűrűségű alkotás, amely számos stratégiát mutat be a narratív mozi elfogadott normáinak radikális megbontására, tele van idézetekkel, utalásokkal, viccekkel és díszletekkel. A film folytatja és erősíti Godard azon gyakorlatát, hogy befejezetlen állapotban mutassa be filmjeit – ragaszkodva Adorno apoftegmájához, miszerint „ma minden műalkotás folyamatban lévő alkotás, akárcsak Joyce Finnegans Wake művében”. Erre rímel a nyitó részben olvasható felirat: „Világűrben eltévedt film, melyet az ócskavastelepen találtunk”.
A filmet a Cahiers du Cinéma számára értékelve Jean Collet találóan „egy képzeletbeli film töredékeként” jellemezte. Godard kijelentette, hogy a Week-end „strukturálisan teljesen tervezett. Megvan a szerkezet, de a részletek hiányoznak. A nagy ötletek rendben, a kis ötletek nem.” A film darabos, széttagolt szerkezete tehát nem egy kaotikus forgatási folyamat szüleménye, hanem teljesen előre megfontolt. „A Week-end mindenekelőtt arra emlékeztet bennünket, hogy a mozi a legromlandóbb művészet. Hogy három-négy évszázadon belül, amikor a történészek és mozirajongók által exhumált langlois-i filmtárak anyagai porrá válnak, maradnak »jelek«. Megfejtendő töredékek.” A Week-end tehát a jelenkori nézőt egy leendő kutatónak tekinti, akinek a feladata, hogy „összegyűjtse ennek az széttépett filmnek a darabjait”, amely film úgy szakadt szét, mint a minden autópálya-pihenőben megtalálható összetört és felhalmozott autók modernista szoborra emlékeztető képződményekben.
Vége a történetnek.
Vége a mozinak.

## Érdekesség
- Godard 1968 tavaszán tevékenyen részt vett a párizsi diáklázadásokban, alkotásait „nem a show, hanem a harc részének” nevezte. Az ideologikus fordulat miatt sok híve pártolt el a vakmerő és kiszámíthatatlan rendezőtől, de őt sem ez, sem az nem érdekelte különösebben, tetszenek-e művei a közönségnek.[31]